# Thomas Robb
 Der er for få eller ingen kildehenvisninger i denne artikel, hvilket er et problem. Du kan hjælpe ved at angive troværdige kilder til de påstande, som fremføres i artiklen.

Thomas Robb (født 13. oktober 1946 i Detroit, Michigan) er en amerikansk højre-ekstremistisk tilhænger af hvidt overherredømme (en) (white supremacy), der er nuværende leder af Ku Klux Klan (KKK) og pastor ved Christian Revival Center i Bergman, Arkansas. Robb bruger racistiske og antisemitiske bemærkninger under gudstjenester som pastor.

## Ku Klux Klan
I 1989 overtog Robb posten som leder af den racistiske og antisemitiske gruppe Ku Klux Klan efter den tidligere leder David Duke. På det tidspunkt var Robb 43. Han bliver ofte kaldt "The Grand Wizard" eller "The Imperial Wizard".
På et interview på mediet PBS i 2007 fik de lov til at interviewe en Ku Klux Klan ceremoni hvori Robb iført en hvid Ku Klux Klan dragt sagde "It's just a tradition" (Det er bare en tradition).
Under præsidentvalget i 2020 skrev Robb en artikel omkring hans støtte til præsidenten Donald Trump, og at han vidste at Trump ikke snød under valgkampen.

## Opvækst og liv
Thomas Robb blev født i Detroit, Michigan voksede op i Tucson, Arizona og gik på college i Colorado. Robb flyttede senere til byen Zinc i den amerikanske delstat Arkansas, hvor han blev pastor og leder af det infamøse Klu Klux Klan.

## Anklager
Thomas Robb igennem sit liv modtaget anklager for racisme og antisemitisme fordi han er leder af den infamøse gruppe Klu Klux Klan. Hans mest kendte var i maj 2022 var Robb sat op på video af den engelske YouTuber Niko Omilana hvor han blev interviewet hvor Omilana sagde han var BBC-journalist og fik Robb til at læse falske brugeres navne op hvis navne fonetisere udtryk som BLM (Black lives matter).
Robb har modtaget flere anklager for drab på sorte mennesker pga. Ku Klux Klan.

## Formodet død
I april 2023 blev Robb formodet død, men flere af hans ansatte i kirken sagde at "Robb er ved fantastisk helbred".[kilde mangler]